# Zebulon (Carolina do Norte)
Zebulon é uma cidade  localizada no estado norte-americano de Carolina do Norte, no Condado de Johnston e Condado de Wake.

## Demografia
Segundo o censo norte-americano de 2000, a sua população era de 4046 habitantes.
Em 2006, foi estimada uma população de 4329, um aumento de 283 (7.0%).

## Geografia
De acordo com o United States Census Bureau tem uma área de
8,4 km², dos quais 8,4 km² cobertos por terra e 0,0 km² cobertos por água. Zebulon localiza-se a aproximadamente 85 m acima do nível do mar.

## Localidades na vizinhança
O diagrama seguinte representa as localidades num raio de 20 km ao redor de Zebulon.